# Festspielhaus Hellerau
Festspielhaus Hellerau (Teatr festiwalowy Hellerau) został wzniesiony w latach 1910/1911 w mieście-ogrodzie Hellerau stanowiącym dzielnicę Drezna.
Inicjatorem i zleceniodawcą budowy był szwajcarski pedagog muzyczny Émile Jaques-Dalcroze, który stworzył w tym budynku „Uczelnię Muzyki i Rytmu”. Jedną z jego uczennic była Mary Wigman. Po wybuchu I wojny światowej Dalcroze został zmuszony do opuszczenia Rzeszy Niemieckiej. Mimo jego nieobecności teatr stał się ośrodkiem kulturalnym Drezna. W latach 1921–1923 działał tam Alexander Sutherland Neill. W roku 1933 do budynku wprowadziło się towarzystwo sportów lotniczych. W roku 1939 w budynku teatru umieszczono szkołę policyjną. Po II wojnie światowej budynek zajęła Armia Czerwona, wykorzystując go na lazaret, halę sportową i koszary.
Po zjednoczeniu Niemiec opuszczony przez wojska okupacyjne budynek został przejęty przez skarb państwa niemieckiego. Dopiero w roku 1994 rozpoczęto prace remontowe finansowane przez fundację Wüstenrot. Po dwunastu latach budynek teatralny został otwarty. Obecnie mieści się w nim Europejskie Centrum Sztuki Hellerau. W teatrze występują gościnnie awangardowe zespoły teatralne i baletowe z całego świata.
Budynek teatru został zaprojektowany przez architekta Heinricha Tessenowa w stylu Reformarchitektur (architektury zreformowanej) która w Niemczech w latach dziesiątych XX wieku wyparła secesję. Wyróżnia się surowością, monumentalizmem i całkowitym brakiem wystroju. W dominującym portyku wejściowym kolumny zastąpiono prostokątnymi filarami, a tympanon dostosowano do pochylenia połaci dachowych z kątem 45 stopni. Zdaniem krytyka architektury Fritza Löfflera autor projektu wyprzedził o dziesięciolecie osiągnięcia Bauhausu.